# Krielower See
Das Naturschutzgebiet Krielower See ist ein 155 Hektar großes Naturschutzgebiet (NSG) im Land Brandenburg. Der Schutzstatus wurde am 31. August 2004 durch den Minister für Landwirtschaft, Umweltschutz und Raumordnung auf der Grundlage des § 21 in Verbindung mit § 19 Abs. 1 und 2 des Brandenburgischen Naturschutzgesetzes in der Fassung der Bekanntmachung vom 26. Mai 2004 verordnet. (GVBl. I S. 350) Es ist gelistet in der Liste der FFH-Gebiete in Brandenburg (Fauna-Flora-Habitat-Richtlinie) unter DE 3543-301.

## Geografie
Das Naturschutzgebiet Krielower See umfasst Flächen in den Fluren der amtsfreien Gemeinde Groß Kreutz (Havel) mit den Ortsteilen Krielow und Schmergow und der Stadt Werder (Havel) mit den Ortsteilen Kemnitz und Phöben. Das Gebiet wird von Norden beginnend im Uhrzeigersinn von den Dörfern Kemnitz, Phöben und Krielow umgeben. Die südliche Grenze bildet die Bahnstrecke Berlin–Magdeburg, die Östliche die Straße "Am Phöbener Bruch" als einfache Verbindungsstraße zwischen Kemnitz und der L 90 zwischen Kemnitz und Schmergow.

## Beschreibung
Kernstück des Naturschutzgebietes ist der heute fast verlandete Krielower See, früher auch Krielower Luch genannt als Teil einer Moorrinne mit verlandendem See zwischen dem Großen Plessower See und der Havel westlich vorbei an der großen Sandinsel der Phöbener Berge mit dem Wachtelberg (83,7 m) und dem Haakberg (87,9 m). Südlich und nördlich gibt es eine temporär wasserführende Verbindung zur Havel bzw. zum Großen Plessower See, Torfgraben genannt. Im Vordergrund steht die Erhaltung und Entwicklung des Gebietes als wesentlicher Teil des regionalen Biotopverbundes zwischen dem Kleinen Plessower See und der Havel.

## Fauna
Das Gebiet gilt als Lebens-beziehungsweise Rückzugsraum und potenzielles Wiederausbreitungszentrum wild lebender Tierarten wie dem Kranich (Grus grus), der Tüpfelralle (Porzana porzana), dem Wachtelkönig (Crex crex), der Bekassine (Gallinago gallinago), der Knäkente (Anas querquedula), der Ringelnatter (Natrix natrix), der Knoblauchkröte (Pelobates fuscus), des Moorfrosches (Rana arvalis), des Fischotters (Lutra lutra), der Zierlichen Tellerschnecke (Anisus vorticulus), der Bauchigen Windelschnecke (Vertigo moulinsiana) und der Schmalen Windelschnecke (Vertigo angustior) als Arten von gemeinschaftlichem Interesse im Sinne von § 7 Absatz 2 Nummer 10 des Bundesnaturschutzgesetzes, einschließlich ihrer für Fortpflanzung, Ernährung, Wanderung und Überwinterung wichtigen Lebensräume.
Durch den eingewanderten Biber (Castor fiber) und seine Bautätigkeit kam es zu einer Vernässung der angrenzenden extensiv genutzten Weideflächen. Eine maschinelle Bearbeitung ist seitdem nicht mehr möglich und angeschaffte Wasserbüffel (Bubalus arnee) übernehmen die Beweidung und damit die Landschaftspflege.

## Flora
Schutzzweck ist unter anderem die Erhaltung und Entwicklung als Lebensraum für wild lebende Pflanzengesellschaften, insbesondere von Armleuchteralgengesellschaften in Torfstichen, Flutrasen, Röhrichtgesellschaften, Großseggenrieden, Feuchtwiesen, feuchten Hochstaudenfluren, Weidengebüschen und Erlenbrüchen. Der natürliche eutrophe See ist mit einer Vegetation von Magnopotamion oder Hydrocharition, Pfeifengraswiesen auf kalkreichem Boden, torfigen und tonig-schluffigen Böden, den Feuchtwiesen und Feuchten Hochstaudenfluren der planaren und montanen bis alpinen Stufe als natürliche Lebensraumtypen von gemeinschaftlichem Interesse im Sinne von § 7 Absatz 1 Nummer 4 des Bundesnaturschutzgesetzes.

## Geologie
Wie viele Seen im Land Brandenburg ist auch der Krielower See ein Ergebnis der letzten Eiszeit. Diese Seen entstanden durch Ausschürfungen von Gletscherzungen oder als sogenannte Rinnenseen in den Abflussbahnen eiszeitlicher Schmelzwässer. Zahllose, vor allem kleinere Seen füllen Hohlformen aus, die nach dem Rückzug des Inlandeises zurückblieben und Toteisblöcke hinterließen, die später abschmolzen. Flachseen entstanden dort, wo nacheiszeitlich ansteigendes Grundwasser kleine und größere Geländesenken füllte.

## Monitoring
Regelmäßig finden von den Schutzgebietsbetreuern des NABU faunistische und floristische Bestandserfassungen statt, deren Ergebnisse an das Portal Naturgucker gemeldet werden.